# Сыра (приток Сылвы)
Сыра — река в России, протекает в Пермском крае и Свердловской области.

## География
Берёт начало на территории Свердловской области, к югу от посёлка Быково. Далее течёт по территории Суксунского района Пермского края. Устье реки находится в 167 км по левому берегу реки Сылва, в селе Тис. Длина реки составляет 20 км.

## Данные водного реестра
По данным государственного водного реестра России относится к Камскому бассейновому округу, водохозяйственный участок реки — Сылва от истока и до устья, речной подбассейн реки — Кама до Куйбышевского водохранилища (без бассейнов рек Белой и Вятки). Речной бассейн реки — Кама.
Код объекта в государственном водном реестре — 10010100812111100012661.